# Žilavka
Žilavka je autohtona sorta grožđa Hercegovine. Bujnog je rasta, redovite i zadovoljavajuće rodnosti. To je srednje kasna sorta koja sazrijeva krajem rujna. Težina grozda iznosi od 150 do 200 grama. Uzgaja se na niskom, srednjem visokom i visokom trsu. Vrlo dobro uspjeva na plitkim i krškim tlima i odlično podnose sušu. Količina šećera u moštu varira od 20 do 24 %, a ukupna kiselost mošta žilavke iznosi 5 – 6 g/l. Vino doseže jakost od 11 – 14 vol % alkohola. Vino žilavka visoke je kakvoće s karakterističnim svojstvenim mirisom. Harmonično je, pitko i žuto-zelene boje, odlikuje se kristalnom bistroćom, a poslužuje se na temperaturi od 12 °C.

## Vanjske poveznice
- Mali podrum  Arhivirana inačica izvorne stranice od 28. rujna 2007. (Wayback Machine) - Žilavka; hrvatska vina i proizvođači
- The Croatian Vitis and Olea Database  Arhivirana inačica izvorne stranice od 28. rujna 2007. (Wayback Machine) - Žilavka